# Gustaw Wex Manasterski
Gustaw Wex Manasterski – urzędnik II Rzeczypospolitej.
Był członkiem Galicyjskiego Towarzystwa Łowieckiego. Na początku 1919 przekazał na rzecz Skarbu Polskiego Złoty Krzyż Zasługi. W latach 30. sprawował stanowisko dyrektora Okręgowej Izby Kontroli we Lwowie.
Jego żoną była Wanda z domu Meyer, a ich dziećmi w kolejności urodzenia byli: Bolesław (lotnik Wojska Polskiego w 1939, zastrzelony przez żołnierzy sowieckich na ulicy w Krakowie w 1945), Krystyna (po mężu Załuska, żołnierz ZWZ-AK we Lwowie, m.in. jako kurierka przerzucającą materiały i ludzi w drodze przez Węgry do Londynu na odcinku Lwów-Nadwórna w czasach okupacji sowieckiej i niemieckiej), Mieczysław (żołnierz ZWZ-AK, m.in. dokonujący sabotażu na lotnisku wojskowym we Lwowie w czasie okupacji niemieckiej).
Prawdopodobnie zmarł na cukrzycę we Lwowie w 1942; rodzina ewakuowała się do Krakowa ostatnim transportem kolejowym w marcu 1945.

## Odznaczenia
- Krzyż Komandorski Orderu Odrodzenia Polski (1938, za zasługi w służbie państwowej)[6][7]
- Krzyż Zasługi Cywilnej